# Сливиньский, Мариан

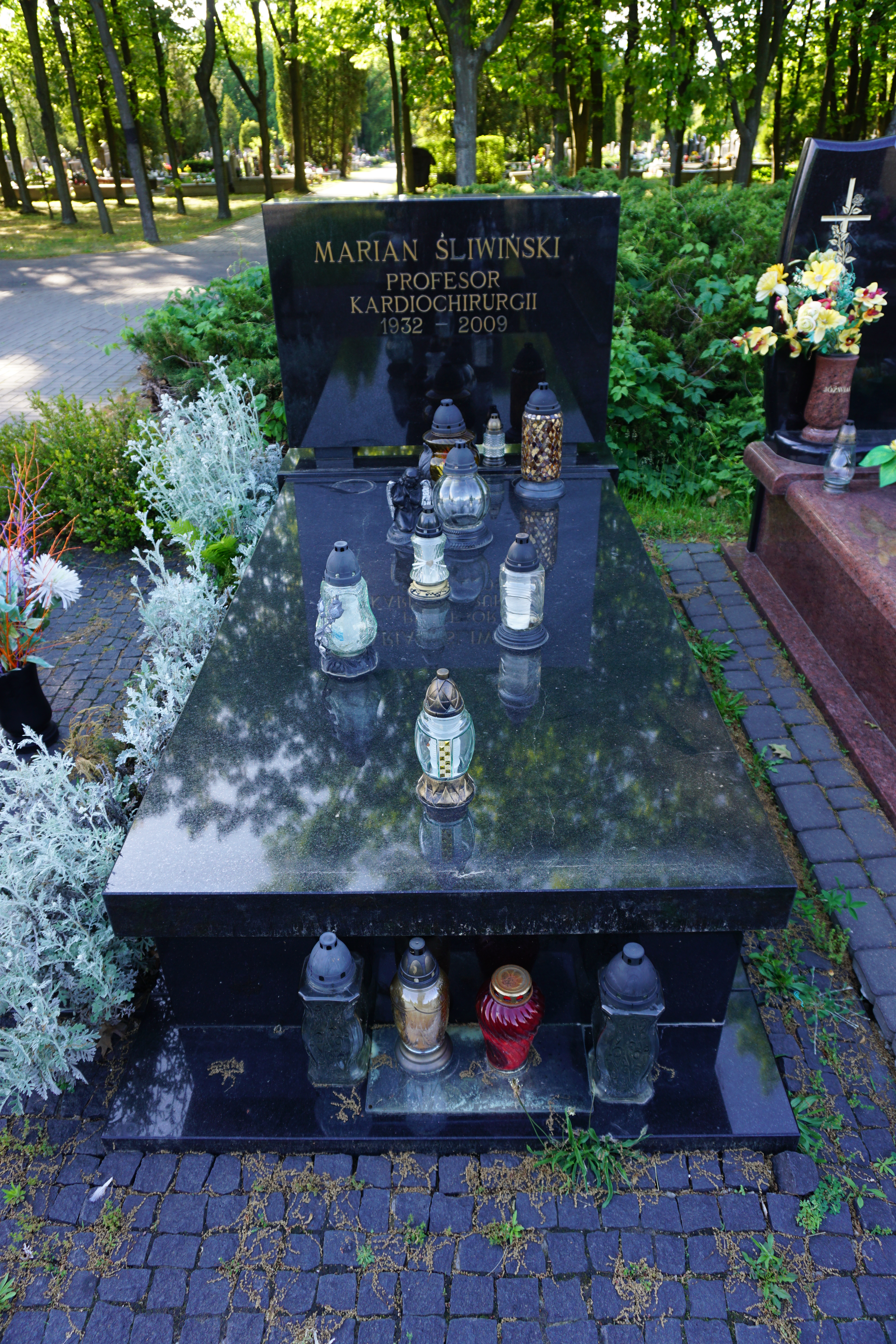
Могила Мариана Сливиньского на Северном коммунальном кладбище.

Мариан Сливиньский (пол. Marian Śliwiński, 2 февраля 1932, Стшельце-Вельке, Лодзинское воеводство — 28 января 2009, Варшава) — польский кардиохирург и политик, министр здравоохранения и социального обеспечения (1972–1980).

## Биография
Мариан Сливиньский — сын Владислава и Юлии. В 1945–1950 годах учился в неполной средней школе в Радомско, затем в 1950–1955 годах учился в Медицинской академии в Лодзи. В 1952–1965 годах он трудился в качестве научного сотрудника и преподавателя в своей альма-матер, получил хабилитацию, а в 1973 году получил звание доцента медицинских наук. С 1962 по 1964 год он был директором Клинической больницы в Лодзи.
В 1948–1954 годах он принадлежал к Союзу польской молодёжи, а также стал активистом Польской объединённой рабочей партии. Он был первым секретарём университетского комитета (1957–1964), членом научного комитета ЦК, а также заместителем члена (1971–1980) и членом (1980–1981) ЦК.
С 1964 по 1970 год он был директором департамента Министерства здравоохранения и социального обеспечения, затем до 1972 года заместителем государственного секретаря. С марта 1972 по ноябрь 1980 года он был министром здравоохранения и социального обеспечения в правительствах Петра Ярошевича; Петра Ярошевича и Эдварда Бабюха; а также Эдварда Бабюха и Юзефа Пиньковского.
С 1973 года он был профессором Института ревматологии (с 1967 по 1979 год заведующий), а с 1980 года — Института кардиологии в Анине (Варшава). С 1976 года — почётный член Горно-добровольческой спасательной службы.
Он умер 28 января 2009 года и был похоронен на Северном коммунальном кладбище в Варшаве.

## Награды
В 2002 году получил Командорский крест со звездой ордена Возрождения Польши.